# John Mackey (componist)
John Mackey (New Philadelphia (Ohio), 1 oktober 1973) is een Amerikaans componist.

## Levensloop
Mackey studeerde aan het Cleveland Institute of Music in Cleveland en behaalde aldaar zijn Bachelor of Fine Arts. Vervolgens studeerde hij aan de Juilliard School of Music in New York en behaalde zijn Master of Music. Tot zijn docenten behoorden John Corigliano en Donald Erb. Zowel als student en ook later kreeg hij een aantal studiebeurzen zoals van de "American Music Center" (Margaret Jory Fairbanks Copying Assistance Grant, 2000, 2002), de American Society of Composers, Authors and Publishers (Concert Music Awards, 1999 tot 2006; Morton Gould Young Composer Award, 2002 en 2003) alsook van de Mary Flagler Cary Charitable Trust (Live Music for Dance commissioning grants, 1998, 1999, 2000 en 2005).
Als componist schrijft hij voor verschillende genres zoals werken voor orkest, harmonieorkest, muziektheater, vocale muziek en kamermuziek. Voor zijn werken ontving hij talrijke prijzen en onderscheidingen zoals de Walter Beeler Memorial Composition Prize in 2004, de Ostwaldprijs in 2005 en 2009 en de William D. Revelli Composition Contest in 2009.

## Composities

### Werken voor orkest
- Redline Tango
- Harvest, concert voor trombone en orkest (zonder strijkers)
- Concert, voor slagwerk en orkest
- Antiphonal Dances
- Do Not Go Gentle Into That Good Night

### Werken voor harmonieorkest
- 2005 Redline Tango (won in 2004 de Walter Beeler Memorial Composition Prize en in 2005 de ABA Ostwaldprijs)
- 2005 Sasparilla
- 2006 Turbine
- 2006 Strange Humors
- 2007 Turning
- 2007 Clocking
- 2007 Kingfishers Catch Fire
- 2007 Concert, voor sopraansaxofoon en harmonieorkest
- 2008 Undertow
- 2009 Asphalt Cocktail
- 2009 Aurora Awakes (won in 2009 de ABA Ostwaldprijs en NBA William D. Revelli Composition Contest)
- 2009 Harvest, concert voor trombone en harmonieorkest
- 2010 Foundry
- 2010 Xerxes, concertmars
- 2010 Hymn to a Blue Hour

### Kamermuziek
- Under the Rug, voor kamerorkest
- Sultana, voor saxofoon en piano
- Mass, voor slagwerkensemble (6 spelers)
- Strange Humors, voor saxofoonkwartet en djembé
- Strange Humors, voor strijkkwartet en djembé
- Damn, voor versterkte klarinet en slagwerkensemble
- Juba, voor elektrisch strijkkwartet en slagwerk
- Wrong-Mountain Stomp, voor strijktrio (viool, altviool, cello)
- Rush Hour, voor versterkt strijkkwartet, klarinet en drumstel
- Voices and Echoes, voor strijkkwartet
- Breakdown Tango, voor klarinet, viool, cello en piano
- Elegy and Fantasie, voor viool en piano

### Muziektheater
- 2001 Twelfth Night, voor accordeon, 2 mandolines, viool en gitaar - tekst: William Shakespeare - première: lente 2001, Dallas, Dallas Theater Center